# غاندوجا
الغاندوجا (بالإنجليزية:gianduja)، عبارة عن شوكولاتة حلوة تحتوي على حوالي 30٪ من معجون البندق، تم اختراعه في تورينو خلال فترة نابليون بونابرت (1799-1814).

## التاريخ
منع الحصار القاري، الذي فرضه نابليون في عام 1806، البضائع البريطانية من دخول الموانئ الأوروبية الخاضعة للسيطرة الفرنسية، مما شكل ضغطًا على إمدادات الكاكاو. قام صانع الشوكولاتة في تورينو يُدعى ميشيل بروشيت بزيادة الكمية الصغيرة التي كانت لديه من الكاكاو عن طريق مزجها مع البندق من تلال لانغي جنوب تورين. من وصفة غاندوجا، اخترعت شركة كافاريل المصنعة للشوكولاتة ومقرها في تورينو شوكولاتة جيانتوجت في عام 1852. وفي الحرب العالمية الثانية، ارتفعت أسعار الكاكاو مجددًا فقامت شركة فيريرو في عام 1946 بعمل شوكولاتة باسم جيانتوجت (النوتيلا حاليًا) على غرار ميشيل وشركة كافاريل.